# Pistol Whipped - L'ultima partita
Pistol Whipped - L'ultima partita (Pistol Whipped) è un film direct-to-video del 2008 diretto da Roel Reiné e interpretato da Steven Seagal.

## Trama
L'ex poliziotto Matt Conner, dopo essere stato cacciato dai reparti speciali per i suoi metodi non proprio ortodossi, si ritrova senza un lavoro e sommerso dai debiti di gioco. Ma un uomo misterioso sta per fargli un'offerta che non potrà rifiutare. Se vuole riscattare i debiti e riavere la vita di sempre, dovrà portare a termine una missione al limite dell'impossibile dove ogni mossa potrebbe essere l'ultima.